# Sportlerflucht aus der DDR
Als Sportlerfluchten aus der DDR werden Fluchten von Sportlern aus der DDR in das westliche Ausland bezeichnet. Im DDR-Recht galten diese darin als Ungesetzlicher Grenzübertritt genannten Fluchten als strafbare Handlungen. Von der Stasi wurden die von 1952 bis 1989 gezählten mindestens 615 in den Westen geflohenen Sportler der DDR auch Sportverräter genannt.

## Motive
Kaderathleten genossen in der DDR ein privilegiertes Leben und gute Trainingsbedingungen. Dennoch entschieden sich zahlreiche Sportler dazu, die DDR zu verlassen. Die Gründe hierfür waren vielfältig. Einige von ihnen lehnten die in der DDR vorherrschenden politischen, wirtschaftlichen und gesellschaftlichen Verhältnisse ab. Sportlern, die sich kritisch äußerten, oder deren ablehnende Haltung gegenüber dem System der DDR bekannt war, wurden Entwicklungsmöglichkeiten im Leistungssport genommen. Ebenso war der hohe Erwartungs- und Erfolgsdruck ein Grund, die DDR verlassen zu wollen. So wurde von Seiten der Verantwortlichen oftmals bei Nichterreichung der vorgegebenen Ziele die Reduzierung bzw. Einstellung der staatlichen Unterstützung angedroht.

## Fluchtarten
Bereits vor dem Mauerbau verließen zahlreiche Sportler, Sportfunktionäre und -mediziner die DDR. Mitunter zog es ganze Mannschaften in den Westen, wie beispielsweise im Falle des SG Dresden-Friedrichstadt unter dem späteren Bundestrainer Helmut Schön oder dem als SC Union 06 Berlin in West-Berlin neugegründeten SC Union Oberschöneweide. Nach der endgültigen Schließung der innerdeutschen Grenze blieben Fluchten jedoch Einzelaktionen.
Die einfachste Möglichkeit, die DDR zu verlassen, bestand bei Wettkämpfen im westlichen Ausland. Hier hatten die Sportler die Chance, sich vor, während oder nach Wettkämpfen relativ unbehelligt abzusetzen. Oft geschah dies mit Hilfe von ausländischen Funktionären oder westdeutschen Sportlern. Aus Angst vor möglichen Repressionen durch das MfS wurden derartige Unterstützungen zumeist verschwiegen und erst nach der Wende bekannt. Infolge dieser Fluchten nahm die DDR auf Wettkämpfe im westlichen Ausland nur Sportler mit, die als hinreichend verlässlich galten (Reisekader). Um eine mögliche Flucht zu erschweren, wurden DDR-Sportlern beim Aufenthalt in der Bundesrepublik die persönlichen Dokumente entzogen.
Sportler, die mangels Leistungsfähigkeit oder Linientreue nicht zum Reisekader zählten, waren auf die klassischen Fluchtwege beschränkt. So durchschwamm der ehemalige DDR-Meister über 400 Meter Freistilschwimmen, Axel Mitbauer die Ostsee Richtung Westen.

## Repression durch die Staatssicherheit
Für die Staatsführung der DDR waren Fluchten prominenter Sportler bzw. ehemaliger Sportler besonders unangenehm, da diese als „Diplomaten im Trainingsanzug“ helfen sollten, das internationale Ansehen der DDR zu steigern. Daher versuchte das MfS ab Anfang der 1970er Jahre, möglichen „Republikfluchten“ von Sportlern durch ein umfassendes Überwachungssystem und operative Personenkontrollen präventiv entgegenzuwirken. So existierte ein Zentraler Operativer Vorgang (ZOV) „Sportverräter“, mit dem 63 Sportler „bearbeitet“ wurden. Der „Sicherungsbereich“ Sport umfasste insgesamt mindestens 100.000 Spitzensportler und deren Freunde und Familienangehörige, zu deren Überwachung das MfS rund 3.000 Inoffizielle Mitarbeiter einsetzte.
Nach erfolgreicher Flucht versuchten die Behörden oftmals, die betreffenden Personen mit Hilfe ihrer Freunde und Verwandten zur Rückkehr zu bewegen, die dazu seitens des MfS massiv unter Druck gesetzt wurden. Hatte diese Methode keinen Erfolg oder kehrten die Flüchtigen nicht freiwillig zurück, mussten sie und ihre in der DDR verbliebenen Angehörigen befürchten, Opfer von Vergeltungsmaßnahmen zu werden. Dazu gehörten bis in die Privatsphäre reichende Bespitzelungen, Manipulationen und Diffamierungen, mit denen unter anderem systematisch eine Entfremdung aller Beteiligter erreicht werden sollte. Diese sogenannten Zersetzungsmaßnahmen erfolgten auch außerhalb der DDR und konnten für die sich abgesetzten Sportler unter Umständen lebensbedrohlich sein.
In der DDR wurden die Flüchtlinge in den Medien oftmals als „Verräter an den Idealen des Sozialismus“ stigmatisiert oder als „Opfer gewissenloser Menschenhändler“ dargestellt. Darüber hinaus waren die staatlichen Stellen bemüht, die betreffenden Personen aus der öffentlichen Wahrnehmung verschwinden zu lassen. Dies konnte die nachträgliche Löschung der Namen aus Wettkampflisten und Statistiken sowie die Retuschierung von Mannschaftsfotos nach sich ziehen. Mitarbeiter in den Sportredaktionen, die diese Weisung umzusetzen hatten, erfuhren dadurch häufig als erstes von den Fluchtversuchen.

## Geflohene Sportler
Nach Zählungen der DDR-Staatssicherheit im Abschlussbericht des „ZOV Sportverräter“ vom Dezember 1989 zur Bespitzelung abtrünniger Athleten durch die Staatssicherheit flohen von 1952 bis 1989 mindestens 615 Sportler aus der DDR, Trainer und Ärzte in den Westen.

### Fußballspieler
- Horst Assmy – 1959
- Lutz Eigendorf – 1979
- Rolf Fritzsche – 1959
- Falko Götz – 1983
- Klaus Günther – 1967
- Klaus Heydenreich – 1961
- André Köhler – 1989
- Jens König – 1989
- Axel Kruse – 1989
- Marco Köller - 1989
- Frank Lippmann – 1986
- Matthias Morack – 1989
- Norbert Nachtweih – 1976
- Jürgen Pahl – 1976
- Emil Poklitar – 1961
- Michael Polywka – 1966
- Günter Rahm - 1959
- Dirk Schlegel – 1983
- Rolf Starost – 1961
- Thomas Weiß – 1989

nach Beendigung ihrer aktiven Laufbahn geflohen
- Jörg Berger – 1979
- Jürgen Sparwasser – 1988
- Gerd Weber – 1989, nachdem 1981 ein erster Versuch als Aktiver gescheitert war

### Radsportler
- Jürgen Kißner – 1964 (Bahnradsport)
- Klaus Lewandowski – 1960 (Bahnradsport)
- Günter Oldenburg – 1960 (Querfeldeinradsport)
- Horst Oldenburg – 1960 (Bahn- und Straßenradsport)
- Kurt Plitt – 1953 (Straßenradsport)
- Karl-Heinz Riemann – 1960 (Straßenradsport)
- Hartmut Scholz – 1965 (Bahnradsport)
- Stefan Schröpfer – 1980 (Bahn- und Straßenradsport)
- Harry Seidel – 1962 (Bahn- und Straßenradsport)
- Horst Tüller – 1957 (Bahn- und Straßenradsport)
- Dieter Wiedemann – 1964 (Straßenradsport)

### Leichtathleten
- Karin Balzer – zur Rückkehr gezwungen[10]
- Jürgen May – 1967
- Renate Neufeld – 1977[11]
- Wolfgang Schmidt – Ausreise nach gescheitertem Fluchtversuch
- Manfred Steinbach

nach Beendigung ihrer aktiven Laufbahn geflohen
- Ines Geipel – 1989

### Weitere Sportler
- Jens-Peter Berndt (Schwimmer) – 1985 über die USA in die Bundesrepublik[12]
- Bodo Bockenauer (Eiskunstläufer)
- Ralph Borghard (Eiskunstläufer)
- Ernst Degner (Motorradrennfahrer)
- Ute Gähler (Rennrodlerin) – 1964
- Guido Hiller (Eishockeyspieler) – in die DDR zurückgekehrt
- Frank Hoffmeister (Schwimmer)
- Fred Kämmerer (Ringer)
- Hans Koch (Geher)
- Axel Mitbauer (Schwimmer)
- Karl-Heinz Munk (Skispringer)
- Adelheid Nentwig (Basketballerin) – in die DDR zurückgekehrt
- Hans Joachim Neuling (Ruderer)
- Günter Perleberg (Kanute)
- Udo Pfeffer (Nordischer Kombinierer)
- Ralph Pöhland (Nordischer Kombinierer)
- Dieter Rauscher (Gewichtheber)
- Stefan Steinbock (Eishockeyspieler) – in die DDR zurückgekehrt
- Wolfgang Thüne (Turner) – 1975
- Claus Tuchscherer (Skispringer) – in die DDR zurückgekehrt, anschließend ausgereist[13]
- Helmut Uhlig (Basketballer)
- Hans Zierold (Schwimmer) – 1958
- Günter Zöller (Eiskunstläufer) – 1972[14]

nach Beendigung ihrer aktiven Laufbahn geflohen
- Hans-Georg Aschenbach (Skispringer) – 1988 (Aschenbach deckte nach seiner Flucht das staatliche Zwangsdoping im DDR-Leistungssport auf)
- Friedrich-Wilhelm Ulrich (Ruderer, mittlerweile Trainer im Kaderbereich)
- Renate Vogel (Schwimmerin) – 1979